# FIFA 아랍컵
FIFA 아랍컵(아랍어: كأس الأمم العربية)은 국제 축구 연맹에서 주관하는 축구 국가 대항전으로 첫 대회는 1963년 레바논에서 개최되었다.

## 역사
당시엔 개최국인 레바논을 포함한 5개 팀이 싱글 라운드 로빈 방식의 풀 리그로 대회를 진행하였고 그 결과 4전 전승을 거둔 튀니지가 첫 우승의 주인공이 되었으며 이후 1964년과 1966년에 또 개최되었지만 그 이후 대회가 중단되었다. 그로부터 19년만인 1985년에 대회가 재개된 뒤 2012년까지는 비정기적으로 치러졌다가 2017년 FIFA 컨페더레이션스컵을 끝으로 컨페드컵이 역사 속으로 사라지면서 2021년부터 이 대회는 컨페드컵의 역할을 수행함과 동시에 FIFA 주관 대회로 변경되었으며 FIFA 월드컵과 마찬가지로 4년에 한번씩 열린다.

## 참가 자격
다음과 같이 아랍 축구 연맹에 소속된 국가의 국가대표팀이 참가 가능하다.
| 아시아 (AFC) - 레바논 - 바레인 - 사우디아라비아 - 시리아 - 아랍에미리트 - 예멘 - 오만 - 요르단 - 이라크 - 카타르 - 쿠웨이트 - 팔레스타인 |  | 아프리카 (CAF) - 리비아 - 모로코 - 모리타니 - 소말리아 - 수단 - 알제리 - 이집트 - 지부티 - 코모로 - 튀니지 |

## 역대 4강 팀
| 연도    | 개최국         | 결승전                    | 결승전                    | 결승전                    | 3·4위전                   | 3·4위전                   | 3·4위전                   |
| 연도    | 개최국         | 우승                      | 점수                      | 준우승                    | 3위                       | 점수                      | 4위                       |
| ------- | -------------- | ------------------------- | ------------------------- | ------------------------- | ------------------------- | ------------------------- | ------------------------- |
| 1963년  | 레바논         | 튀니지                    | 리그                      | 시리아                    | 레바논                    | 리그                      | 쿠웨이트                  |
| 1964년  | 쿠웨이트       | 이라크                    | 리그                      | 리비아                    | 쿠웨이트                  | 리그                      | 레바논                    |
| 1966년  | 이라크         | 이라크                    | 2 - 1                     | 시리아                    | 리비아                    | 6 - 1                     | 레바논                    |
| 1985년  | 사우디아라비아 | 이라크                    | 1 - 0                     | 바레인                    | 사우디아라비아            | 0 - 0 승부차기 4 - 1      | 카타르                    |
| 1988년  | 요르단         | 이라크                    | 1 - 1 승부차기 4 - 3      | 시리아                    | 이집트                    | 2 - 0                     | 요르단                    |
| 1992년1 | 시리아         | 이집트                    | 3 - 2                     | 사우디아라비아            | 쿠웨이트                  | 2 - 1                     | 시리아                    |
| 1998년  | 카타르         | 사우디아라비아            | 3 - 1                     | 카타르                    | 쿠웨이트                  | 4 - 1                     | 아랍에미리트              |
| 2002년  | 쿠웨이트       | 사우디아라비아            | 1 - 0                     | 바레인                    | 요르단 모로코             | 3위 결정전 없음           | 3위 결정전 없음           |
| 2009년  | ―              | 예선 도중에 대회가 취소됨 | 예선 도중에 대회가 취소됨 | 예선 도중에 대회가 취소됨 | 예선 도중에 대회가 취소됨 | 예선 도중에 대회가 취소됨 | 예선 도중에 대회가 취소됨 |
| 2012년  | 사우디아라비아 | 모로코                    | 1 - 1 승부차기 3 - 1      | 리비아                    | 이라크                    | 1 - 0                     | 사우디아라비아            |
| 2021년  | 카타르         | 알제리                    | 2 - 0                     | 튀니지                    | 카타르                    | 0 - 0 승부차기 5 - 4      | 이집트                    |

1 팬아랍 게임 축구 대회를 겸했다.

## 같이 보기
- 아랍 여자 축구 선수권 대회
- 팬아랍 게임 축구
- 서아시아 축구 연맹 선수권 대회
- 아라비안 걸프컵